# Моле Бизлети (Фрозиноне)
Моле Бизлети је насеље у Италији у округу Фрозиноне, региону Лацио.
Према процени из 2011. у насељу је живело 652 становника. Насеље се налази на надморској висини од 249 м.